# Alberto Anderson
Alberto Anderson (* 1900; † nach 1924) war ein argentinischer Ruderer.

## Biografie
Alberto Anderson gehörte bei den Olympischen Sommerspielen 1924 in Paris zur argentinischen Bootsbesatzung in der Achter-Regatta. Der argentinische Achter schied als Zweiter im Hoffnungslauf vorzeitig aus.